# سکوت (فیلم ۲۰۱۶)
سکوت (انگلیسی: Silence) یک فیلم حماسی درام تاریخی محصول سال ۲۰۱۶ به کارگردانی مارتین اسکورسیزی و با فیلمنامه‌ای از جی کاکس و اسکورسیزی است که بر اساس رمان سکوت از اندو شوساکو، نویسنده ژاپنی ساخته شده‌است. اندرو گارفیلد، آدام درایور، لیام نیسون، تادانابو آسانو و کیران هایندز در این فیلم بازی کرده‌اند. داستان دربارهٔ دو کشیش یسوعی قرن هفدهمی است که از طریق ماکائو از پرتغال به ژاپنِ دوره ادو سفر می‌کنند تا استاد گمشدهٔ خود را پیدا کنند و مسیحیت کاتولیک را گسترش دهند. داستان در زمانی اتفاق می‌افتد که به علت آزار و اذیت ناشی از سرکوب مسیحیت در ژاپن پس از شورش شیمابارا علیه شوگون‌سالاری توکوگاوا (۱۶۳۷–۱۶۳۸)، مسیحیان دین خود را پنهان نگه می‌داشتند و به نام مسیحیان پنهان نامیده می‌شدند. پس از فیلمی به همین نام در سال ۱۹۷۱ این دومین فیلم اقتباسی از رمان اندو است.
مرحله پیش تولید فیلم سکوت، چرخه‌ای متشکل از دو دهه پسرفت و ارزیابی مجدد را پشت سر گذاشت. پس از پایان فیلمبرداری گرگ وال استریت در ژانویه ۲۰۱۳، اسکورسیزی متعهد شد که سکوت را به‌دنبال آن بسازد. در ۱۹ آوریل ۲۰۱۳، اسکورسیزی اعلام کرد که تولید فیلم سکوت را در سال ۲۰۱۴ آغاز خواهد کرد. سپس اروین وینکلر و رندال امت و جرج فورلا به عنوان تهیه‌کننده معرفی شدند که از طریق شرکت امت/فورلا اوسیس تأمین مالی می‌شدند. بلافاصله پس از آن، برنامه‌ریزی برای فیلمبرداری این فیلم در تایوان انجام شد.
بالاخره این فیلم، یک پروژه پرشور دیرینه برای اسکورسیزی که بیش از ۲۵ سال آن را توسعه داده بود، در ۲۹ نوامبر ۲۰۱۶ در رم به نمایش درآمد و در ۲۳ دسامبر ۲۰۱۶ در ایالات متحده آمریکا اکران شد که با تحسین منتقدان همراه بود. هیئت ملی بازبینی فیلم و انستیتوی فیلم آمریکا، سکوت را به عنوان یکی از ده فیلم برتر سال انتخاب کردند. این فیلم همچنین نامزد دریافت جایزه اسکار بهترین فیلم‌برداری شد. با این حال، سکوت یک بمب گیشه بود که در مقابل بودجه ۵۰ میلیون دلاری خود تنها ۲۲ میلیون دلار فروش داشت. پس از آخرین وسوسه مسیح (۱۹۸۸) و کوندان (۱۹۹۷)، سکوت سومین فیلم اسکورسیزی دربارهٔ شخصیت‌های مذهبی است که با چالش‌های ایمانی دست و پنجه نرم می‌کنند.

## خلاصه داستان

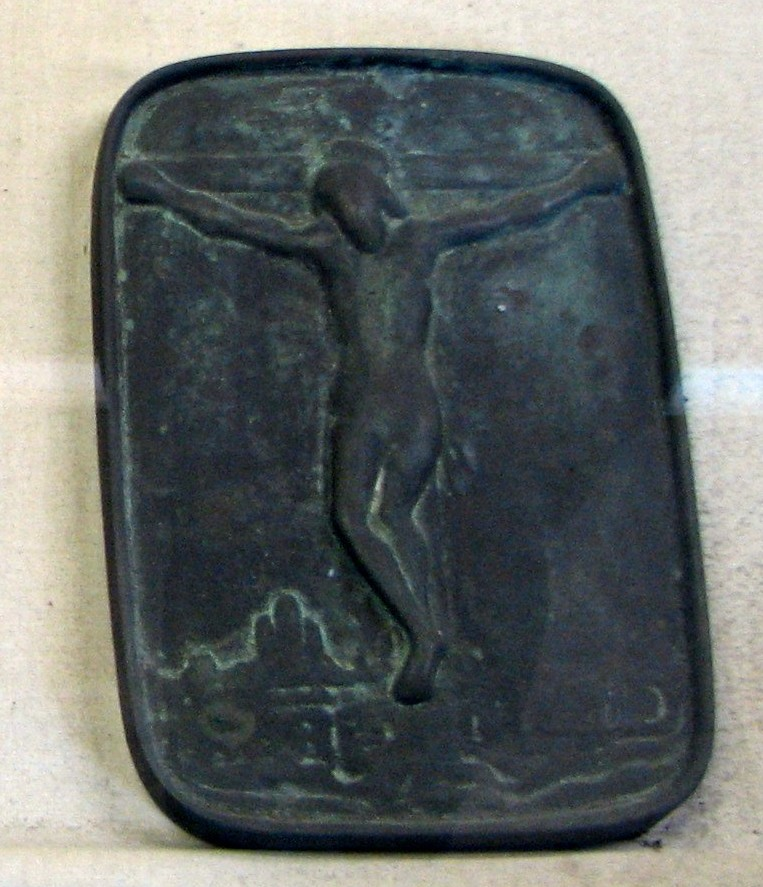
یک فومیئه با تصویری از مسیح، مشابه تصویری که در فیلم به تصویر کشیده شده‌است.

در صحنه آغازین، کشیش یسوعی پرتغالی، «کریشتاوائو فریرا»، با درماندگی شاهد شکنجه نوکیشان ژاپنی است که سعی می‌کرد آنها را به دین مسیحیت بیاورد.
چند سال بعد، «سباستین رودریگز» (اندرو گارفیلد) و «فرانسیسکو گارپه» (آدام درایور)، دو یسوعی جوان و پرشور پرتغالی، از مافوق خود الساندرو والیگنانو (کیران هایندز) اجازه می‌گیرند تا به ژاپن سفر کنند تا به مسیحیان آنجا خدمت کنند و دریابند که چه بر سر مربی و استاد سابق مدرسه علوم دینی آنها، فریرا (لیام نیسون) آمده‌است. این مبلغان می‌دانند که خطر بزرگی در انتظارشان است، زیرا در قرن هفدهم، مقامات ژاپنی مبارزات خشونت‌باری را علیه قدرت‌های استعماری اروپایی و علیه کشیش‌های کاتولیک و هر دهقانی که به مسیحیت گرویده‌بود به راه انداخته بودند. آنها با ماهیگیری به نام «کیچی‌جیرو» (یوسوکه کوبوزوکا) آشنا می‌شوند که موافقت می‌کند آنها را به جزیره‌ای در نزدیکی ناگاساکی ببرد.
پس از رسیدن به ژاپن، در روستای «توموگی»، این دو کشیش با گروهی از مسیحیان پنهان که مجبور بودند در خفا آیین کاتولیک را انجام دهند، ملاقات می‌کنند. رودریگز پس از مدت‌ها پنهان شدن در روستای توموگی به درخواست اهالی جزیره گوتو به این جزیره می‌رود و مدتی کشیش گوتو می‌شود. اما پس از بازگشت، یک روز، یک سامورایی خشن و مردانش به دهکده یورش می‌برند و اعلام می‌کنند که یک خبرچین گزارش داده‌است که مسیحیان در میان آنها زندگی می‌کنند. آنها اعلام می‌کنند که به سه گروگان نیاز دارد تا با آنان به ناگاساکی برگردند «ایچیزو» و «موکیچی» داوطلب می‌شوند و «کیچی‌جیرو» از طرف اهالی برای گروگانی انتخاب می‌شود. به دستور مقام ارشد تفتیش عقاید اینواوئه ماساشیگه مسیحیان پنهان تا زمانی که مرتد نشوند شکنجه می‌شوند. روش ترجیحی اینواوئه برای اطمینان از ترک ایمان آنها اینست که آنان را مجبور به پایمال کردن فومیئه (تصویر حکاکی شده از مسیح) کند. کسانی که تصویر را زیر پا می‌گذارند، زنده می‌مانند و کسانی که امتناع می‌کنند شکنجه و کشته می‌شوند. «ایچیزو» و «موکیچی» به خواسته مأموران عمل نمی‌کنند اما کیچی‌جیرو سریعاً امر آنان را انجام می‌دهد و آزاد می‌شود در حالی که مردان دیگر به صلیب‌هایی در دریا آویزان شده‌اند و به آرامی در طی چند روز که جزر و مد بالا می‌آید کشته می‌شوند.
رودریگز و گارپه سپس از هم جدا می‌شوند. گارپه به سمت جزیره هیرادو و رودریگز به جزیره گوتو، آخرین جایی که استادش فریرا دیده شده، می‌روند. «کیچی‌جیرو» به رودریگز خیانت می‌کند و محل او را به شوگون‌سالاری لو می‌دهد. رودریگز به ناگاساکی برده می‌شود و در آنجا زندانی می‌شود. در یک مناظره اینواوئه به او می‌گوید ژاپنی‌ها مسیحیت را نمی‌خواهند. رودریگز در مورد پدر فریرا می‌پرسد و به او گفته می‌شود که در واقع مرتد شده و اکنون با همسری ژاپنی در ناگاساکی در خانه‌ای زندگی می‌کند که پس از گرویدن به بودیسم برای او فراهم شده‌است. اینواوئه اذعان می‌کند که مسیحیت لزوماً شیطانی نیست، اما از آن برای شر استفاده شده‌است و ملل دیگر را ویران کرده‌است. مدتی بعد رودریگز مجبور می‌شود نگهبانان را تماشا کند که سایر زندانیان را در دریا غرق می‌کنند. او از دیدن گارپه لاغر در میان آنها شوکه می‌شود. همان‌طور که زندانیان غرق می‌شوند تا گارپه ایمان خود را ترک کند، او امتناع می‌کند و در عوض سعی می‌کند زندانیان را از آب نجات دهد اما او نیز غرق می‌شود.
در نیمه دوم فیلم، پدر رودریگز خود را در یک قفس چوبی محبوس می‌بیند و مجبور می‌شود شکنجه مسیحیان ژاپنی را تماشا کند و بشنود - برخی از آنها او را دنبال کردند و به او کمک کردند. او نه تنها دربارهٔ عاقلانه‌بودنِ سفرش به ژاپن یا ظرفیت و تحملش برای زنده ماندن در این مصیبت به‌شدت دچار تردید شده، بلکه دربارهٔ حکمت و اساسِ فکریِ این سفر تبلیغاتی که می‌گوید مردم برای آرمان‌ها و پنداره‌های مقدس‌شان باید رنج بکشند، دچار شبهه است. رودریگز به ملاقات فریرا برده می‌شود. فریرا به رودریگز توضیح می‌دهد که هنگام شکنجه (وارونه آویزان شدن) مرتد شده تا مقامات ژاپنی را از شکنجهٔ سایر زندانیان مسیحی بازدارد. فریرا به رودریگز می‌گوید که او اکنون در مورد نجوم و پزشکی و رد مسیحیت برای ژاپنی‌ها می‌نویسد. پس از گردانده شدن در شهر بر روی اسب و تمسخر شدن توسط مردم، رودریگز به سلولی منتقل می‌شود که باز در آنجا فریرا از او دیدن می‌کند و به رودریگز می‌گوید که قبل از شکنجه در گودال در آنجا اسیر بوده‌است. رودریگز در شب سرنوشت‌ساز خود صدای خروپف بلندی می‌شنود. اما فریرا فاش می‌کند که خروپف‌ها در واقع صدای افرادی است که در حال شکنجه هستند و او را به نزدیک آنها می‌برد و رودریگز مسیحیان ژاپنی را می‌بیند که وارونه در چاله‌ها آویزان شده‌اند، آنها قبلاً مرتد شده‌اند، اما باید در گودال وارونه باقی بمانند تا زمانی که رودریگز از ایمانش دست بکشد. فریرا به او می‌گوید که حتی خود مسیح نیز برای نجات روستاییان تحت شکنجه مرتد خواهد شد. سرانجام او بر روی فومیئه قدم می‌گذارد و در حین انجام این کار صدای مسیح را می‌شنود که کار او را تأیید می‌کند.
رودریگز پس از ارتداد مجبور شده‌است با یک زن بیوهٔ ژاپنی ازدواج کند که یک پسر از شوهر قبلی‌اش دارد. تخصص و کار رودریگز و فریرا جلوگیری از قاچاق کالاهای وارداتی مربوط به مسیح است که ممکن است توسط تاجران هلندی دجیما به ژاپن وارد شود.
چهل سال می‌گذرد و رودریگز تا پایان عمرش در ژاپن زندگی کرده‌است. پس از مرگ او، قرار است جسدش طبق آداب سنتی بودایی ژاپنی سوزانده شود. همسرش به‌طور مخفیانه یک صلیب نماد مسیحی را در دستان او در بشکه سُر می‌دهد. در هنگام سوزاندن جسد در شعله‌های آتش، صلیب کوچکی در دستان رودریگز دیده می‌شود.

## بازیگران
- اندرو گارفیلد در نقش «سباستیائو رودریگز» (بر اساس جوزپه کیارا)، در فیلم بعد از ارتداد به نام «اوکاموتو ساکائمون» خوانده می‌شود.[۱۷] گارفیلد در مصاحبه‌های خود از آماده‌سازی طولانی مدت خود برای نقش صحبت کرده و گفت در آماده‌سازی از آموزش‌های پدر جیمز مارتین، یک کشیش یسوعی در حال کار در نیویورک نیز استفاده شده‌است. گارفیلد توضیح داد که آماده‌سازی با پدر مارتین شامل تحقیقات گسترده و غوطه‌ور شدن در سبک زندگی و طرز فکر یسوعی‌ها است که تهیه‌کنندگان احساس می‌کردند برای دقتِ فیلم ضروری است. گارفیلد، که بدنی در حد لاغر تا متوسط دارد، شرح داد که ۴۰ پوند وزن برای ایفای این نقش طبق قوانین روزه‌داری که توسط پدر مارتین برای او بیان شده بود، از دست داده‌است.[۱۸]
- آدام درایور در نقش «فرانسیسکو گارپه».[۱۹] هم درایور و هم گارفیلد یک دعا و نماز ۷ روزه یسوعی‌ها را در سکوت برگزار کردند. این برنامه با کمک پدر مارتین محقق یسوعی ترتیب داده شده بود تا آنها را برای نقش‌هایشان در فیلم آماده کند. گارفیلد در مصاحبه‌ای با استیون کلبر اظهار داشت که هم او و هم درایور در دوران آماده‌سازی برای نقش‌های خود، احساس می‌کردند که نحیف و استخوانی شده‌اند. درایور نیز برای بازی در نقش خود در فیلم نزدیک به ۵۰ پوند وزن کم کرده بود.[۱۸]
- تادانابو آسانو به عنوان مترجم[۲۰]
- کیران هایندز در نقش یسوعی الساندرو والیگنانو و صدای عیسی[۲۱]
- لیام نیسون در نقش یسوعی کریشتاوائو فریرا، که بعدها در فیلم با نام ژاپنی «ساوانو چوان» شناخته می‌شود.[۲۲]
- شینیا تسوکاموتو در نقش «موکیچی».[۲۳] تسوکاموتو احساس می‌کرد که رابطه شخصیت او با رودریگز از اهمیت محوری در محتوای موضوعی فیلم برخوردار است. او در طول تولید فیلم، روزه‌دار بود و از تعامل اجتماعی پرهیز می‌کرد. شینیا گفت که وی و گارفیلد، سعی می‌کردند حتی در زمان بین فیلم‌برداری‌ها شخصیت فیلمی خود را حفظ کند.[۲۴]
- ایسه اوگاتا[۲۵] در نقش اینواوئه ماساشیگه (یک اومه‌تسوکه، مقام بلندپایه تفتیش عقاید و سانسور ژاپن در قرن هفدهم)[۲۶]
- یوسوکه کوبوزوکا در نقش «کیچی‌جیرو»[۲۷]
- نانا کوماتسو در نقش «مونیکا» (هارو)[۲۸]
- ریو کاسه در نقش «چوکیجی» (جوآئو)
- کاتسوئو ناکامورا[۲۵] در نقش راهب
- یوشی اویدا در نقش «ایچیزو»، از اهالی دهکده «توموگی»
- بلا باپتیست[یادداشت ۱] در نقش «دیتر آلبرشت» (بر اساس انگلبرت کمپفر، وقایع‌نگاری که با کمپانی هند شرقی هلند سفر می‌کرد)[۲۹]

## توسعه
اسکورسیزی در مصاحبه‌ای با مجله آمریکا در دسامبر ۲۰۱۶، اظهار داشت که اولین بار رمان سکوت اندو شوساکو را در سال ۱۹۸۹ خوانده، زمانی که آکیرا کوروساوا از او دعوت کرد تا در ژاپن نقش ونسان ون گوگ را در فیلم رؤیاهای کوروساوا بازی کند. اسکورسیزی بلافاصله پس از آن حقوق فیلم را در اختیار گرفت.

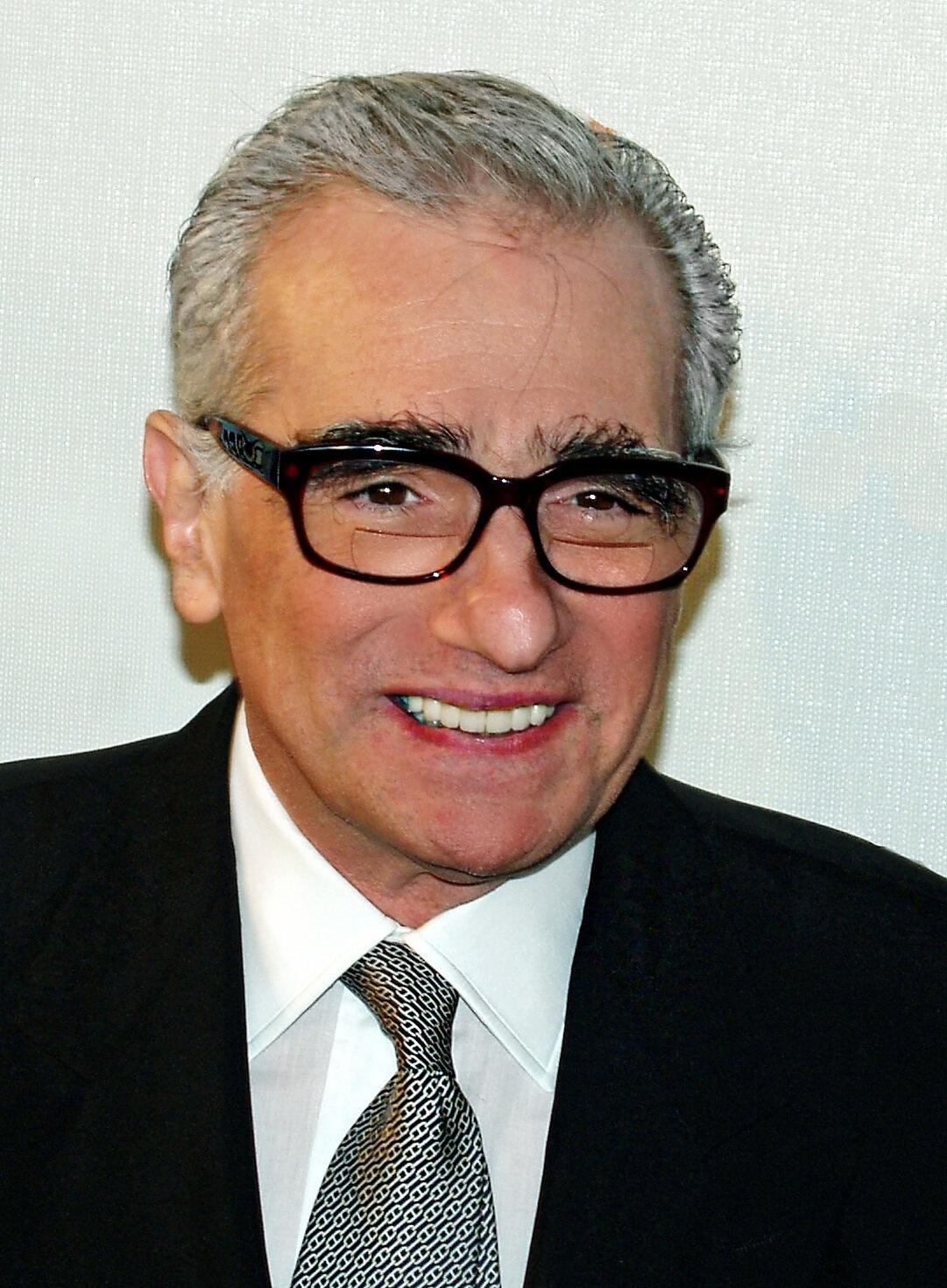
اسکورسیزی در جشنواره فیلم ترایبکا در سال ۲۰۰۷. او برای اولین بار رمان اندو شوساکو را هنگام بازی در نقش «وینسنت ون گوگ» در نقاشی گندم‌زار با کلاغ‌ها برای فیلم رؤیاهای آکیرا کوروساوا خواند.

پروژه ساخت سکوت، دو سال پس از اکران فیلم او، آخرین وسوسه مسیح (۱۹۸۸)، که مضامین شدیداً مذهبی نیز داشت، آغاز شد. اسکورسیزی سکوت را یک «پروژه پرشور» می‌دانست که از سال ۱۹۹۰، در حال توسعه بود. در سال ۲۰۱۶، وقتی از اسکورسیزی پرسیده شد که چرا به مدت ۲۶ سال به این پروژه علاقه داشت، گفت:
 با بالارفتن سن، افکار فراوانی به ذهن خطور می‌کنند. پرسش‌ها، جواب‌ها، بی‌پاسخ ماندن‌های مکرر و پرسش‌های بیشتر، و این چیزی است که واقعاً برای من جالب است. بله، سینما و آدم‌های زندگی من و خانواده‌ام از همه مهم‌تر هستند، اما در نهایت با بالارفتن سن، باید به چیزهای دیگری هم پرداخت… سکوت یکی از همان چیزهای دیگری است که به سویش کشیده شدم. این یک وسواس ذهنی بود، که باید انجام می‌شد… این یک داستان واقعی پُرمایه و فوق‌العاده است، به نوعی یک داستان دلهره‌آور است که به آن پرسش‌ها می‌پردازد.
در سال ۲۰۰۹، اسکورسیزی و یک گروه تولید به استان ناگاساکی رفتند و از اماکن اصلی به‌کاررفته در رمان اندو بازدید کردند. جستجو برای یافتن مکان‌های فرعی در کانادا صورت پذیرفت. با این حال، کمی بعد سکوت وارد حالتی شد که اصطلاحاً بدان برزخ توسعه می‌گویند و اسکورسیزی تصمیم گرفت به جای این فیلم، بر روی جزیره شاتر و هوگو تمرکز کند. در دسامبر ۲۰۱۱، اسکورسیزی اعلام کرد که سکوت فیلم بعدی او خواهد بود. در ماه مارس، گرچه اسکورسیزی آمادهٔ ساخت سکوت بود، ولی باز آن را رها کرد، دوباره برای ساخت گرگ وال استریت قرارداد امضا کرد و تصمیم گرفت آن را قبل از سکوت کارگردانی کند. با این حال، در آن زمان مشاور تبلیغاتی اسکورسیزی اظهار داشت که ساخت سکوت اولویت دارد.
در ماه مه، مدیر عامل شرکت «سیچی گوری پیکچرز» که به‌تازگی فعالیتش را از سر گرفته بود، تهیه‌کنندگی این پروژه را در فهرست فیلم‌های آینده خود قرار داد. شرکت سیچی گوری در پیش‌تولید سکوت شرکت داشت، اما اختلافات حقوقی طولانی، سبب شد ارتباط این شرکت با سازندگان فیلم قطع شود.
پس از پایان فیلمبرداری گرگ وال استریت در ژانویه ۲۰۱۳، اسکورسیزی متعهد شد که فیلم بعدی‌اش سکوت باشد. در ۱۹ آوریل ۲۰۱۳، اعلام شد که اسکورسیزی پس از ۲۳ سال «انتظار مشهور»، تولید سکوت را در سال ۲۰۱۴ آغاز خواهد کرد. اروین وینکلر در همان روز به عنوان تهیه‌کننده معرفی شد، همین‌طور اعلام شد که راندال امت و جورج فورلا، از طریق شرکت خود امت/فورلا اوسیس بودجه تولید را تأمین خواهند کرد. طبق گزارش‌ها، سود ناشی از فروش فیلم‌های کورسان ساختهٔ پل برولز نیز در تهیه بودجهٔ این پروژه سهم داشت. علاوه بر این، اعلام شد که فیلم در تایوان فیلمبرداری خواهد شد.
تهیه‌کننده اروین وینکلر، دلیلِ انتخاب تایوان برای فیلمبرداری را کاستن از هزینه‌های تصویربرداری دانست. «[فیلم] بسیار، بسیار گران بود، و بودجه‌بندی هم شده بود، زیرا در سال ۱۶۷۰ در ژاپن اتفاق می‌افتد. ما خوش‌اقبال بودیم که تایپه را کشف کردیم و در اطراف تایپه و تایوان، مکان‌های بسیار خوبی پیدا کردیم. قیمت‌ها بسیار ارزان بود، و ما توانستیم فیلم را با بودجه‌ای قابل قبول بسازیم.» وینکلر فاش کرد که بودجه اندک فیلم، بسیاری از بازیگران و عوامل، از جمله خودش را مجبور کرد با حداقل دستمزد کار کنند: او گفت «لیام نیسون، آدام درایور، همه با حداقل دستمزد کار کردند. من با مبلغی کمتر از حداقل دستمزد کار می‌کردم، خود کارگردان هم همین‌طور.» پدر جیمز مارتین، یک کشیش یسوعی و مؤلف و صاحب‌نظر کاتولیک و همچنین پژوهشگر کاتولیک، لیام براکی، از نزدیک با فیلمسازان برای اطمینان از ارائه تصویری دقیق از یسوعی‌ها همکاری کردند.

### دعاوی حقوقی
تعهدات پیچیده فیلمسازی اسکورسیزی به چندین پروژه سینمایی منجر به یک چالش قانونی اولیه قبل از شروع فیلمبرداری سکوت شد. در اوت ۲۰۱۲، سیچی گوری پیکچرز از اسکورسیزی به دلیل نقض قراردادهای مربوط به سکوت شکایت کرد. به گفته این شرکت، در سال ۱۹۹۰ اسکورسیزی قراردادی کتبی برای کارگردانی سکوت امضا کرده بود. قرار بود اسکورسیزی پس از فیلم کوندان در سال ۱۹۹۷ فیلم را بسازد و سیچی گوری پیکچرز ظاهراً بیش از ۷۵۰٬۰۰۰ دلار برای این منظور سرمایه‌گذاری کرده بود. با این حال، اسکورسیزی تصمیم گرفت ابتدا احیای مردگان، دارودسته‌های نیویورکی و هوانورد را بسازد.
سیچی گوری پیکچرز ادعا کرد که در سال ۲۰۰۴، اسکورسیزی ظاهراً قراردادهایی برای کارگردانی رفتگان و جزیره شاتر امضا کرده‌است که به تعویق افتادنِ بیشترِ ساخت این فیلم منجر شد. در سال ۲۰۱۱، ظاهراً اسکورسیزی قرارداد دیگری امضا کرد و ساختِ سکوت را برای کارگردانی فیلم هوگو به تأخیر انداخت. سیچی گوری پیکچرز همچنین ادعا کرد که اسکورسیزی با پرداخت «غرامت قابل توجه و سایر مزایای ارزشمند» موافقت کرده‌است تا ابتدا فیلم‌های رفتگان، جزیره شاتر و هوگو را بسازد. این شرکت گفت که هزینه‌ها شامل «۱ تا ۱٫۵ میلیون دلار برای هر فیلم به اضافه ۲۰ درصد پاداشِ پایانِ کار برای اسکورسیزی» بود. شرکت طی این شکایت، ادعا کرد که اسکورسیزی در پرداخت هزینه‌های توافق شده برای «هوگو» کوتاهی کرده و با فیلمبرداری گرگ وال استریت قبل از سکوت، شرایط قرارداد را زیر پا گذاشته‌است. اسکورسیزی از طریق نمایندگان خود چنین پاسخ داد: ادعاهای مطرح شده کاملاً در تضاد و مغایر با شرایط صریح توافقنامه‌ای است که طرفین در سال گذشته منعقد کردند.» او همچنین این شکایت را یک «ترفند رسانه‌ای» و «اقدامی بی‌ارزش» خواند. این دعوی در تاریخ ۱۷ ژانویه ۲۰۱۴ به پایان رسید. شرایط توافقنامه نامشخص است.

### فیلمنامه
سکوت بعد از فیلمی به همین نام از ماساهیرو شینودا در سال ۱۹۷۱، دومین اقتباس از رمان اندو شوساکو است. اسکورسیزی فیلمنامه اولیه را در سال ۱۹۹۱ با نویسنده و همکار قدیمی جی کاکس نوشت. با این حال، آنها از فیلمنامه ناراضی بودند و طی ۱۵ سال آنی مشغول بازنویسی آن بودند. بعدها، مترجم رسمی اندو، ون سی. گسل که هشت رمان او را ترجمه کرده بود، به عنوان مشاور در فیلم همکاری کرد. منتقدان، متن نهایی فیلمنامه را که در نهایت مبدل به فیلم شد، بازتاب‌دهندهٔ دقیقی از رمان اندو دانستند. با این وجود، مورخ مذهبی هاروکو ناواتا وارد خاطرنشان کرده‌است که گنجاندن صلیب کوچک در دست کشیش متوفی در پایان فیلم، تصمیم و نظر اسکورسیزی بوده که در کتاب اصلی اندو گنجانده نشده‌است.

### انتخاب بازیگران
دنیل دی-لوئیس، بنیسیو دل تورو، و گائل گارسیا برنال از سال ۲۰۰۹ تا ۲۰۱۰، برای ایفای نقش در حال مذاکره بودند. در سال ۲۰۱۱، این فیلم رسماً امکان مشارکت دی لوئیس، دل تورو، و گارسیا برنال را از دست داد. در مه ۲۰۱۳، اندرو گارفیلد و کن واتانابه (واتانابه به عنوان مترجم کشیش‌ها) به بازیگران پیوستند. با این حال، به دلیل درگیری‌های زمان‌بندی، تادانابو آسانو در ژانویه ۲۰۱۵ جایگزین واتانابه شد. در ژانویه ۲۰۱۴، آدام درایور و لیام نیسون به فیلم پیوستند، درایور در نقش «فرانسیسکو گارپه»، دومین کشیش یسوعی، و نیسون به عنوان مربی سابق کشیش‌ها، کریشتاوائو فریرا، به فیلم پیوستند.
اندرو گارفیلد پس از انجام تمرینات معنوی ایگناتیوس لویولا برای بازی در نقش یک یسوعی در فیلم گفت: «آنچه واقعاً آسان بود، این بود که عاشقِ این شخص شوی، عاشق عیسی مسیح شوی. این شگفت‌انگیزترین چیز بود.»

### فیلمبرداری

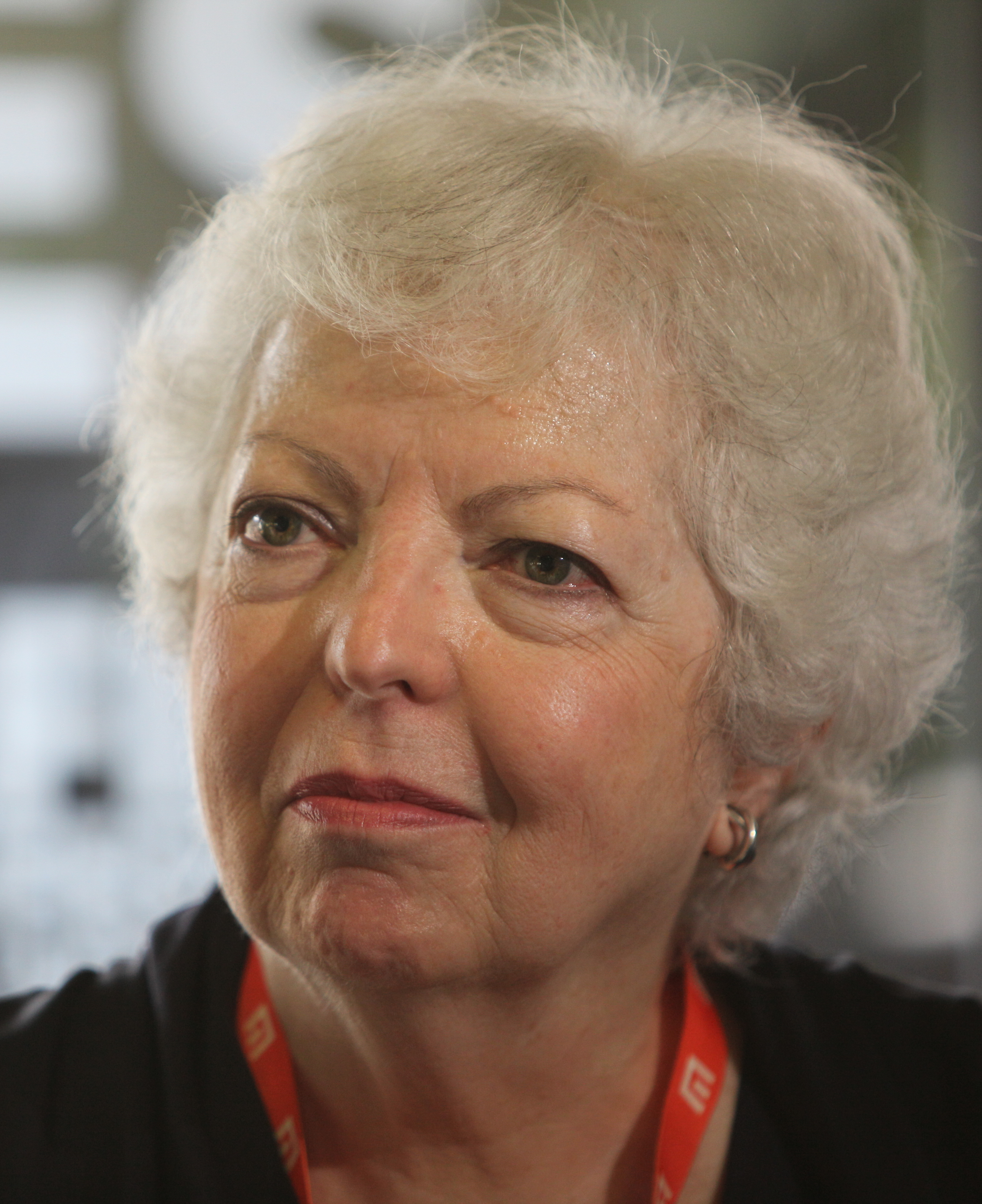
تلما شونمیکر که بیش از چهار دهه با اسکورسیزی همکاری دارد، تدوین‌گر سکوت بود.

در ژانویه ۲۰۱۲، اسکورسیزی امکان استفاده از فیلم سه‌بعدی را مورد بحث قرار داد، اما در مورد آن تجدید نظر شد. در فوریه ۲۰۱۴، اسکورسیزی جستجوی مکان‌هایی را در تایوان آغاز کرده بود، که فیلمبرداری از آن برای تابستان در نظر گرفته شده بود، و در نهایت زمان فیلمبرداری به اوایل سال ۲۰۱۵ موکول شد. تصویربرداری اصلی با مشارکت استودیوهای تایپه و تایچونگ و در مکان‌هایی در شهر ساحلی هوالاین، از ۳۰ ژانویه تا ۱۵ مه ۲۰۱۵ در تایوان انجام شد. در ۲۸ ژانویه ۲۰۱۵، گروه تولید در استودیو سی‌ام‌پی‌سی تایوان دچار سانحه‌ای شد. به گفته سخنگوی این فیلم، حادثه تلخی در پشت‌صحنهٔ تولید فیلم با ریزش سقف رخ داد که منجر به فوت یک کارمند قراردادی و مجروح شدن دو نفر دیگر شد.
اسکورسیزی و فیلمبردار رودریگو پریتو هنگام تعیین پالت‌های رنگی فیلم از نقاشان دوره باروک الهام گرفتند و در ابتدا از رنگ‌های آبی و فیروزه‌ای و بعدتر از رنگ زرد طلایی استفاده کردند که به نظر پریتو، به فیلم، حس تسلسل در رنگ می‌داد. پریتو مناظر و بازیگران را با فیلم سلولزی فیلمبرداری می‌کرد، و وقتی نوبت به صحنه‌های شبانه می‌رسید به دیجیتال متوسل می‌شد. پریتو هنگام فیلمبرداری فیلم با مشکلاتی روبرو شد. با تغییر مداوم آب و هوا، او ناهماهنگی‌هایی از نظر نور داشت که این مشکل را با فیلمبرداری سکانس‌ها در شب و استفاده از نور مصنوعی برای ایجاد حس و حال سپیده‌دم یا غروب آفتاب حل کرد. برای شبیه‌سازی نور ماه در بسیاری از صحنه‌های شبانه، پریتو از چراغ‌های سبز آبی به نام «یوفو» استفاده کرد که آنها را روی جرثقیل آویزان می‌کردند.

### موسیقی
موسیقی این فیلم توسط کیم آلن کلوگ، مدیر سابق موسیقی ارکستر سمفونیک چهار شهر و همسرش کاترین ساخته شد. بیشتر موسیقی متن شامل صداهای شبانه محیطی و اقیانوسی است که در چندین توالی تکرار می‌شود. یک موسیقی متن ۵۱ دقیقه‌ای از ۲۵ قطعه در ۱۷ فوریه ۲۰۱۷ توسط استودیوی ضبط برای گروه موسیقی وارنر تحت شماره انتشار ASIN B01N7S3IB9 منتشر شد. یک آهنگ طولانی ۱۲ دقیقه‌ای با عنوان «مدیتیشن» به عنوان آهنگ اصلی در موسیقی متن گنجانده شده‌است.

## اکران
اسکورسیزی هنگام حضور در جشنواره کن ۲۰۱۳ چند معاملهٔ توزیع فیلم را انجام داد. در ژوئیه ۲۰۱۴، پارامونت پیکچرز حقوق توزیع را برای ایالات متحده به دست آورد و با امیدوار بود فیلم اواخر سال ۲۰۱۵ اکران شود. وینکلر در مارس ۲۰۱۶ با در گفتگویی دربارهٔ فیلم، فاش کرد که فیلم در مرحله تدوین است و این فیلم «در پایان سال» اکران می‌شود و تاریخ اکران آن در سال ۲۰۱۶ خواهد بود. در اوت ۲۰۱۶، اسکورسیزی گقت که فیلم در ماه اکتبر به پایان می‌رسد، و اکران فیلم در سال ۲۰۱۶ به نظر پارامونت بستگی داشت.[ پارامونت پیکچرز نخستین تریلر این فیلم را در ۲۲ نوامبر ۲۰۱۶ منتشر کرد.
اولین نمایش جهانی این فیلم در مؤسسه پاپی شرقی وابسته به کلیسای کاتولیک در شهر رم در ۲۹ نوامبر انجام شد سپس روز بعد یک نمایش ویژه در شهر واتیکان داشت. فیلم یک اکران محدود (در چهار سینما) در ۲۳ دسامبر ۲۰۱۶ داشت تا شرایط شرکت در اسکار ۲۰۱۷ را داشته باشد، که در ۲۰ ژانویه به ۱۵۸۰ سالن افزایش یافت.

### رسانه خانگی
این فیلم در ۲۸ مارس ۲۰۱۷ بر روی دیسک بلوری و دی‌وی‌دی منتشر شد در حالی که تاریخ اکران فیلم کمی زودتر و در ۱۴ مارس ۲۰۱۷ برای پخش دیجیتالی آن بود.

## بازخورد

### گیشه
سکوت در ایالات متحده و کانادا ۷٫۱ میلیون دلار و در سایر مناطق ۱۶٫۶ میلیون دلار فروخت. این فیلم در مجموع، ۲۳٫۷ میلیون دلار در سراسر جهان فروخت؛ در حالی که بودجه تولیدش ۴۰ تا ۵۰ میلیون دلار بود.
در آمریکای شمالی، این فیلم همزمان با ماشین‌های هیولا، بای بای من و بی‌خواب و همچنین اکران گستردهٔ تا شب زنده بمان و روز میهن‌پرستان اکران شد. انتظار می‌رفت این فیلم در آخر هفته افتتاحیه چهار روزه روز مارتین لوتر کینگ جونیور از ۷۴۷ سینما ۴ تا ۶ میلیون دلار بفروشد. اما فروش این فیلم در نهایت به ۱٫۹ میلیون دلار (مجموع ۴ روزه ۲٫۳ میلیون دلار) رسید و در گیشه پانزدهم شد. ددلاین هالیوود دلیل فروش کم فیلم در افتتاحیه را مدت زمان طولانی ۱۶۱ دقیقه‌ای آن و عدم نامزدی برای جوایز اصلی دانست. به همین ترتیب، هالیوود ریپورتر اشاره کرد که برخلاف برخی از فیلم‌های دیگر اکران شده، سکوت در سینماهای کمتری اکران می‌شد و در زمانی اکران شده بود که بازار فیلم از «درام‌های بزرگسالان» اشباع بود و «به این موضوع علاقه‌ای نداشت».

### در فهرست ده فیلم برتر
«سکوت» در فهرست ده‌ها فهرست برتر منتقدان آمریکایی در سال ۲۰۱۶ قرار گرفت.
- نخست – جاستین چنگ، لس آنجلس تایمز
- نخست – رنه رود ریجنز، میامی هرالد
- دومین – جاشوا روثکویف، تایم اوت
- دومین – گلن کنی، راجرابرت.کام
- سومین – مارک اولسن، لس آنجلس تایمز
- چهارمین – بن کالینینگراد، راجرابرت.کام
- چهارمین – ویلیام بیبیانی، مانداتوری
- پنجمین – پیتر ترورز، رولینگ استون
- پنجمین – کی. اوستین کولینز، رینگر
- پنجمین – استفانی زاکارک، تایم
- پنجمین – برایان تالریکو، راجرابرت.کام
- پنجمین – بیلگه ابیری، هفته‌نامه لس آنجلس
- ششمین – کیت ریفه، ای. وی. کلاب
- هفتمین – کیت پیپز، آپروکس
- هشتمین – جفری ام. آندرسون، سانفرانسیسکو اگزمینر
- هشتمین – آلیسا ویلکینسون، واکس (وبگاه)
- هشتمین – ویتنی سیبولد، مانداتوری
- نهمین – تاد مک‌کارتی، هالیوود ریپورتر
- نهمین – ایگناتی ویشنوتسکی، ای. وی. کلاب
- دهمین – پیتر سوبچینسکی، راجرابرت.کام
- ۱۰ فیلم برتر (لیست الفبایی، بدون رتبه عددی) – والتر آدیگو، سان فرانسیسکو کرونیکل
- ۱۰ فیلم برتر (لیست الفبایی، بدون رتبه عددی) – استیون ویتی، استار لدگر

## جوایز و نامزدی
سکوت در هشتاد و نهمین دوره جوایز اسکار نامزد جایزه اسکار بهترین فیلم‌برداری شد. علاوه بر جوایز رقابتی دیگری که فیلم برای آنها تحسین‌برانگیز شد، انستیتوی فیلم آمریکا و هیئت ملی بازبینی فیلم هر دو «سکوت» را به عنوان یکی از ده فیلم برتر سال خود انتخاب کردند.
| جایزه                          | تاریخ برگزاری مراسم            | دسته‌بندی                      | گیرنده (های) و نامزد (های)            | نتیجه                                                                            | منبع          |
| ------------------------------ | ------------------------------ | ----------------------------- | ------------------------------------- | -------------------------------------------------------------------------------- | ------------- |
| مجله ای‌ای‌آرپی                  | ۶ فوریه ۲۰۱۷                   | بهترین تصویر                  | سکوت                                  | نامزدشده                                                                         | [ ۷۹ ]        |
| مجله ای‌ای‌آرپی                  | ۶ فوریه ۲۰۱۷                   | بهترین کارگردان               | مارتین اسکورسیزی                      | نامزدشده                                                                         | [ ۷۹ ]        |
| مجله ای‌ای‌آرپی                  | ۶ فوریه ۲۰۱۷                   | بهترین فیلمنامه‌نویس           | جی کاکس و مارتین اسکورسیزی            | نامزدشده                                                                         | [ ۷۹ ]        |
| مجله ای‌ای‌آرپی                  | ۶ فوریه ۲۰۱۷                   | بهترین بازیگر نقش مکمل مرد    | ایسه اوگاتا                           | نامزدشده                                                                         | [ ۷۹ ]        |
| جوایز اسکار                    | هشتاد و نهمین دوره جوایز اسکار | جایزه اسکار بهترین فیلم‌برداری | رودریگو پریتو                         | نامزدشده                                                                         | [ ۸۰ ]        |
| انجمن فیلم‌برداران آمریکا       | ۴ فوریه، ۲۰۱۷                  | بهترین فیلمبرداری             | رودریگو پریتو                         | نامزدشده                                                                         | [ ۸۱ ]        |
| انجمن منتقدان فیلم شیکاگو      | ۱۵ دسامبر، ۲۰۱۶                | بهترین فیلمنامه اقتباسی       | جی کاکس و مارتین اسکورسیزی            | نامزدشده                                                                         | [ ۸۲ ]        |
| انجمن منتقدان فیلم شیکاگو      | ۱۵ دسامبر، ۲۰۱۶                | بهترین بازیگر نقش مکمل مرد    | رودریگو پریتو                         | نامزدشده                                                                         | [ ۸۲ ]        |
| نظرسنجی منتقدان ایندی‌وایر      | ۱۹ دسامبر ۲۰۱۶                 | بهترین کارگردان               | مارتین اسکورسیزی                      | رتبه ۱۰                                                                          | [ ۸۳ ]        |
| حلقه منتقدان فیلم لندن         | ۲۲ ژانویه، ۲۰۱۷                | بهترین بازیگر بریتانیایی      | اندرو گارفیلد (همچنین برای ستیغ هک‌سا) | برنده                                                                            | [ ۸۴ ]        |
| انجمن منتقدان فیلم لس آنجلس    | ۴ دسامبر، ۲۰۱۶                 | بهترین بازیگر نقش مکمل مرد    | ایسی اوگاتا                           | نایب قهرمان                                                                      | [ ۸۵ ]        |
| هیئت ملی بازبینی فیلم          | ۲۹ نوامبر، ۲۰۱۶                | بهترین فیلمنامه اقتباسی       | جی کاکس و مارتین اسکورسیزی            | برنده                                                                            | [ ۸۶ ]        |
| انجمن ملی منتقدان فیلم         | ۷ ژانویه، ۲۰۱۷                 | بهترین فیلمنامه اقتباسی       | رودریگو پریتو                         | مقام سوم                                                                         | [ ۸۷ ]        |
| حلقه منتقدان فیلم سان‌فرانسیسکو | ۱۱ دسامبر، ۲۰۱۶                | بهترین فیلمبرداری             | رودریگو پریتو                         | نامزدشده                                                                         | [ ۸۸ ] [ ۸۹ ] |
| انجمن جلوه‌های بصری             | ۷ فوریه، ۲۰۱۷                  | جلوه‌های بصری پشتیبانی         |                                       | نامزدشده، برایان بارلتانی، ایوان بوسکتس، خوان ژسوس گارسیا، پابلو هلمن و آر. بروس | [ ۹۰ ]        |

## نقد و تحلیل

### بر حسب امتیاز
در وبسایت بازبینی جمعی راتن تومیتوز این فیلم بر اساس ۲۸۶ نقد، ۸۳ درصد و امتیاز میانگین ۷٫۶۰ از ۱۰ را دارد. اجماع انتقادی این سایت می‌گوید: «سکوت» نقطهٔ عطفی در تلاش خلاقانه و چند دهه‌ای مارتین اسکورسیزی است، با نگاهی متفکرانه و پُراحساس به معنویت و طبیعت انسانی، و یکی از شاخص‌ترین آثار این کارگردان است.
در متاکریتیک، که بر اساس میانگین وزنی امتیاز می‌دهد، فیلم بر اساس ۴۸ منتقد، امتیاز ۷۹ از ۱۰۰ را کسب کرده که نشان‌دهندهٔ «نقدهای عموماً مطلوب» است. تماشاگرانی که در نظرسنجی سینماسکور شرکت کردند، به فیلم نمره متوسط «A» در مقیاس A+ تا F دادند. چند منتقد این فیلم را یکی از بهترین فیلم‌های دوران حرفه‌ای اسکورسیزی دانستند.
مت زولر سیتس از سایت راجرابرت.کام به این فیلم چهار ستاره از چهار ستاره داد و گفت: «سکوت یک اثر عظیم و در عین حال عذاب‌آور است. این فیلم شما را به میان دوزخ می‌برد؛ بدون هیچ وعده روشن‌بینی، تنها مجموعه‌ای از پرسش‌ها و گزاره‌ها، احساسات و تجربیات… سکوت از آن نوع فیلم‌هایی نیست که شما «دوست دارید» یا «ندارید.» بلکه فیلمی است که شما تجربه می‌کنید و سپس با آن زندگی می‌کنید.» ریچارد روپر به فیلم چهار ستاره از چهار ستاره داد و گفت: «وقتی فریرا بالاخره ظاهر می‌شود، ما سرانجام درمی‌یابیم که او تمام این مدت کجا بوده‌است؛ اما این موضوع در عین حال در سطحی بسیار عملگرایانه، بر مضمون اصلی مورد نظرِ اسکورسیزی دربارهٔ تضاد میان پایبندی به اعتقادات مقدس مذهبی، باورهای سنتی و انجام کارِ درست، کار عاقلانه و کارِ اخلاقی، تأکید دارد.»
رابی کولین از دیلی تلگراف به این فیلم پنج ستاره از پنج ستاره داد و اظهار داشت: «حماسهٔ معنوی خشن اسکورسیزی روح شما را می‌گدازد و آرام می‌کند.» کولین در ادامه افزود: «این کاری است که تنها از عهدهٔ یک فیلمساز بزرگ با سال‌ها تخصص و تجربهٔ طولانی برمی‌آید.» برایان ترویت از یواس‌ای تودی به فیلم سه ستاره و نیم ستاره داد و اظهار داشت: «مارتین اسکورسیزی با درام تاریخی مذهبی سکوت ثابت می‌کند که در فیلمسازی برای مردان خدا به همان اندازه استاد است که با گانگسترها بود.» ترویت همچنین استدلال کرد که «این فیلم یکی از عمیق‌ترین و متفکرترین پروژه‌های حرفه‌ای اسکورسیزی است.»
جاشوا روتکفاز مجله تایم اوت به فیلم پنج ستاره از پنج ستاره داد و گفت: «اسکورسیزی به اوج فیلمسازانی مانند اینگمار برگمان و کارل تئودور درایر رسیده‌است، هنرمندانی که در عرصهٔ مفاهیم دینی، میدان نبردی می‌یابند که حتی قوی‌ترین‌ها را در هم می‌ریزد، به‌خطر می‌اندازد و به زانو درمی‌آورد.»

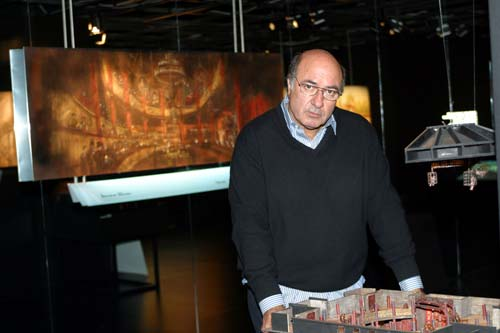
منتقد فیلم جاستین چانگ دانته فرتی را بابت طراحی‌های صحنه‌سازی‌اش در فیلم تحسین کرد.

### عوامل فیلم
منتقدان متعددی مانند جاستین چنگ و مارک کرمد بر همکاری اسکورسیزی با گروه سازنده و بازیگرانش به عنوان عاملی در بهبودِ کیفیت فیلم تأکید کردند. جاستین چانگ که برای لس آنجلس تایمز می‌نویسد، این فیلم را یک «شاهکار غمناک» برای اسکورسیزی خواند و اظهار داشت: «اسکورسیزی با مشارکت همکاران بی‌نظیر گذشته، مانند تدوینگر تلما شونمیکر، طراح تولید دانته فرتی و فیلمبردار رودریگو پریتو، کاری بیش از احیای تصویریِ ژاپن فئودالی که در
گرد و غبار زمان گم‌شده بود، انجام داده‌است.
مارک کرمود از گاردین، به بازی‌های بازیگران مکمل ژاپنی اشاره می‌کند و می‌گوید: ستاره‌های واقعی، بازیگران ژاپنی هستند، از بازی یوسوکه کوبوزوکا در نقش مفلوک مرموز، «کیچی‌جیرو» … تا «ایچیزو»، پیر مؤمنی که «یوشی اویدا» در نقش او بازی کرده، دهقانی که این کشیش‌ها، هم رستگاری و هم رنج را به روستای او ارمغان آوردند. بازی‌های تادانابو آسانو به‌عنوان یک مترجم خندان و چرب‌زبان، یک وجه تقابل عالی برای بازپرس اینواوئه با بازی ایسه اوگاتا است که به‌صورت مردی ارعاب‌گر با مگس‌کوبی در دست نمایش‌داده می‌شود. بازی اوگاتا نیز به یادماندنی است، بازرس مکار و بی‌رحمی که مکرراً با پدر رودریگز در مورد غیرعملی بودن آوردن مسیحیت به میهن خود بحث می‌کند. آدام درایور و اندرو گارفیلد، شایستهٔ ستایش قابل‌توجهی برای نقش مهم خود در فیلم هستند. گارفیلد در همان سال یک بازی حرفه‌ای در ستیغ هک‌سا انجام داده بود و اصلاً نمی‌شود درخشش او را در سکوت نادیده گرفت.

### تحلیل و واکاوی
اسکورسیزی در مصاحبه‌هایی گفته‌است که یکی از دشوارترین جنبه‌های فیلم برای بازنمایی، مضامین معنوی ارائه شده در کتاب اصلی اندو است که برای فیلم استفاده شده‌است. اولین نسخه از فیلمنامه‌ای که او سعی کرد به همراه نویسنده همکارش جی کاکس بنویسد، پیش از اینکه به دلیل توجه ناکافی به جنبه‌های معنوی کتاب کنار گذاشته شود، توانست فقط تا میانه مطالب پیش رود. سال‌ها طول کشید تا اسکورسیزی راهی برای ساخت دقیق و آگاهانه صحنه‌ها، که شامل انتقال‌های معنوی در میان بازیگران فیلم می‌شود، پیدا کند.
جدای از ویژگی‌های روایی فیلم، ساخت فیلم به دلیل عمق و دقت محتوای مضمونی آن نیز مورد ستایش قرار گرفت. پیتر ترورز از رولینگ استون، که به آن ۳ و نیم ستاره از چهار ستاره اختصاص داد، نوشت که سکوت «به طرز ناامیدکننده‌ای پاسخ‌های کمی را ارائه می‌کند اما تماماً پرسش‌های درستی را مطرح می‌کند» و استدلال می‌کند که «از نظر معنوی یکی از معنوی‌ترین‌های فیلم‌هایی است که تا کنون توسط کارگردان ساخته شده‌است.» جسی کاتالدو در مجله اسلنت گفت: «اسکورسیزی با بهره‌گیری از مخزن وسیع ابهام و عدم قطعیتی که در زیر لایه‌ای از یک باور استوار و خیراندیشانه وجود دارد، اثری چند سویه و چند وجهی می‌سازد که تفکر و تأمل جدی را به‌خود جلب می‌کند.» آلیسا ویلکینسون از وبگاه واکس نوشت که «سکوت زیبا، آشفته‌کننده و یکی از بهترین فیلم‌های مذهبی است که تا به حال ساخته شده‌است.»
برخی از منتقدان به جنبه‌های میراثی فیلم برای اسکورسیزی اشاره کردند و اسکورسیزی را با کارگردان اینگمار برگمان مقایسه کردند. تای بور از بوستون گلوب گفت: «این فیلم پس از آخرین وسوسه مسیح (۱۹۸۸) و کندون (۱۹۹۷) سومین فیلم از سه‌گانهٔ غیررسمی کارگردان دربارهٔ ایمان است و همچون شاهکاری خودآگاه به نظر می‌رسد، یک جمع‌بندی از فیلمسازی که در ۷۴ سالگی، ممکن است به میراثش فکر کند.» جاشوا روتکفاما گرین از آتلانتیک فیلم را تحسین کرد و اظهار داشت: «این چیزی است که فیلم اسکورسیزی را بسیار رادیکال و متفاوت از بسیاری از فیلم‌های مربوط به مذهب می‌کند: فیلم او در واقع یک هنر است.»
در این فیلم اسکورسیزی نمی‌گوید که همهٔ پاسخ‌ها را دارد. اما او می‌گوید پرسش‌ها ارزش پرسیدن دارند و پاسخ‌هایی که می‌گیرید ممکن است زندگی شما را تغییر دهد.

### نقد کلیسای کاتولیک
آرون بیکر در کتاب خود «همنشینی برای مارتین اسکورسیزی» به جنبه‌هایی از مضامین یزدان‌شناسی در فیلم پرداخت و اظهار داشت: «طبق تحلیلی از این رمان توسط «فیومیتاکا ماتسوئوکا»، متخصص الهیات ژاپنی-آمریکایی، «سکوت» خدا، در واقع «پیام» خداست، نه سکوت یک «پوچ‌گرا» یا «عدم و پوچی»، بلکه «همراهی» برای رهاشدگان و رنج‌دیدگان است و سکوت توأمان مسیحیانی که بی سر و صدا در انتظار رستگاری هستند. ماتسوئوکا به‌طور تلویحی به عنصر «عدم اطمینان» اشاره می‌کند، یعنی احتمال این موضوع که در نهایت، ممکن است پوچیِ بیهودگی، بی‌معنایی و ناامیدی فائق آید. عدم اطمینان در مورد سرنوشت روح (یا نهاد، برای سکولارها) در دلِ تجربهٔ بشر نهفته‌است و حس ترس را به بسیاری از افکار تزریق می‌کند؛ همان ترسی که فیلسوف دانمارکی سورن کی‌یرکگور در آثار خود ترس و لرز و بیماری منتهی به مرگ به وضوح آن را شرح داده‌است.
مجله آمریکا که توسط یسوعی‌ها منتشر می‌شود، نوشته‌است: در این راستا، جالب‌ترین و مهم‌ترین شخصیت فیلم، کیچی‌جیرو (یوسوکه کوبوزوکا) است، ماهیگیری که علیرغم سوزانده‌شدن اعضای خانواده‌اش در آتش، خود مرتد شد و از دین روی گردانید. از طرفی، چنین به‌نظر می‌رسد که او بی‌دین است و در میانِ درد جانکاه و عذاب ناگفتنی دیگران، کیچی‌جیرو، بارها تغییر عقیده می‌دهد و از عقاید دینی خود چشم‌پوشی می‌کند. اما از طرفی دیگر، هر بار دوباره به ایمانش بازمی‌گردد و به رودریگز التماس می‌کند که اعترافات او را بشنود. او ممکن است «قهرمان» فیلم نباشد، ممکن است «عزت نفس» نداشته باشد — که در واقع مشکل رودریگز است، مگر نیست؟ — ولی کیچی‌جیرو از بسیاری جهات نمونهٔ ایمانی بی‌پایان است. او توبه‌کار دائمی است، کسی که واقعاً به بخشش الهی، عشق خدایی بی‌قیدوشرط و پیشنهاد آشکار رستگاری خداوند ایمان دارد. در حالی که رودریگز بر مفهوم آرمانی خود از ایمان پافشاری می‌کند.
سزار آ. مونتوکیو از دانشگاه کاتولیک نوتردام یک ارزیابی خداشناختی از مضامین معنوی در فیلم را با تمرکز بر عمل مرتد شدن کشیشی که در پایان به تصویر کشیده شده‌است، منتشر کرد و در آن اظهار داشت: «در صحنه اوج فیلم، رودریگز در حال زیر پا گذاشتن فومیئه (تصویر مسیح) است. واضح است که سکوت به همان اندازه که در مورد موضوع ایمان مسیحی است، به همان اندازه نیز در مورد تجربهٔ آن ایمان است. از آنجایی که صداهای مادی و محیط اطراف در این صحنه به‌طور کامل محو می‌شوند، رودریگز صدای مسیح را می‌شنود که به او می‌گوید «لگدکوب کن! من بیشتر از هرکسی از درد پای تو خبر دارم. لگدکوب کن! من به این دنیا آمدم تا توسط مردم پایمال شوم. برای شریک شدن در درد مردم بود که صلیب خود را حمل کردم.» در اینجا هدف ایمان، مسیحی می‌شود که قهرمانِ ترحم است، مسیحی که ضعف و رنج نوع بشر را هنگام تصلیب خود به جان می‌خرد، نه قهرمان عزمی راسخ و پیروزمندانه. عیسایِ سکوت، نمونهٔ کامل الوهیت‌زدایی است؛ کسی است که در سایهٔ رحمت این الوهیت‌زدایی، به شدت با ضعف و سستی انسان‌ها، حتی با کسانی مانند یهودا و کیچی‌جیرو همدردی می‌کند.

### نقص‌ها
این فیلم همچنین با انتقاداتی روبرو شد. پیتر دبروژ که برای «ورایتی» می‌نویسد، نقص‌های عمده‌ای را در این فیلم یافته و نوشته‌است: «این فیلم اگرچه به طرز غیرقابل انکاری زرق و برق‌دار است، اما به‌طرز آزاردهنده‌ای طولانی، اغلب کسل‌کننده، و در برخی از حساس‌ترین لحظاتش به‌طور غم‌انگیزی غیرسرگرم‌کننده است. برای دوستداران اسکورسیزی آرام و ملایم، برای مذهبی‌ترین افراد بسیار خشن، و برای بسیاری از تماشاگران سینما که امیدوارند چنین کار گران‌قیمتی آنها را مجذوب کند، بیش از حد پیچیده و نامفهوم است.» جان پترسون از گاردین در نقد خود اظهار داشت: «شوربختانه سکوت چون جنینی است که طی یک دوران طولانی بارداری، پیش از به دنیا آمدن مرده‌است. تماشایش زیباست، اما بی‌حال، جدی و بیش از حد وفادار به اثر ادبی اندو شوساکو است. شاید برای لذت بردن از فیلم لازم باشد دین‌دار بود – اما من متوجه شدم که این کار از عهده من بر نمی‌آید.» منتقد فیلم دیوید گونزالس نوشته‌است: «سکوت فیلمی خوشایند برای همه نیست. برای نمونه در طی نمایش فیلم، من رفتار گستاخانه‌ای زوجی را شاهد بودم که نارضایتی‌های خود را با صدای بلند در سینما بیان می‌کردند تا همه بشنوند. برخلاف آنها خود من عقیده دارم که با وجود روند کُند، در طول ۲ ساعت و ۴۳ دقیقه فیلم، هرگز گذشت زمان احساس نمی‌شود. هر ثانیه از فیلم ضروری است و هر صحنه از فیلم اهمیت دارد.»